# L'Homme aux yeux de loup (téléfilm)
Série Maneater
Les Guêpes mutantes
(7 décembre 2007) Requins : L'Armée des profondeurs
(25 mai 2008)
Pour plus de détails, voir Fiche technique et Distribution.
L'Homme aux yeux de loup (Hybrid) est un téléfilm américano-canadien réalisé par Yelena Lanskaya, diffusé le 16 mars 2008 sur Sci Fi Channel. Il s'agit du dixième film de la collection Maneater series.

## Synopsis
Aaron Scates devient aveugle après un grave accident. Un programme expérimental lui rend la vue mais le dote aussi d'un instinct animal et de capacités hors normes issues du loup.

## Fiche technique
- Titre : L'Homme aux yeux de loup
- Titre original : Hybrid
- Réalisation : Yelena Lanskaya
- Scénario : Arne Olsen
- Production : Robert Halmi Jr., Robert Halmi Sr., Gary Howsam, Phyllis Laing, Gilles Paquin et Michael J. Taylor
- Musique : Terry Frewer
- Photographie : Barry Gravelle
- Décors : Réjean Labrie
- Costumes : Linda Madden
- Compagnies de production : Paquin Entertainment Group - RHI Entertainment
- Compagnie de distribution : Peace Arch Entertainment Group
- Pays d'origine :  Canada -  États-Unis
- Format : Couleurs - 1.78:1 - Dolby Digital - 35 mm
- Genre : Horreur
- Durée : 90 minutes
- Date de sortie : 16 mars 2008 (Sci Fi Channel)
- interdit aux moins de 12 ans

## Distribution
- Cory Monteith : Aaron Scates
- Justine Bateman : Andrea
- Tinsel Korey (en) : Lydia
- Brandon Jay McLaren : Ashmore
- Aaron Hughes : Wilcox
- Gordon Tootoosis : Grandpa
- Bret Sorensen : Deaver
- Gordon Tanner : Phelps
- Will Woytowich : Mobley

## DVD
En France, le film est sorti en DVD Keep Case le 17 février 2009 chez Aventi au format 1.77 4/3 non anamorphique en français 2.0 sans sous-titres et sans suppléments. (ASIN B001S9HR4E)